# Croton payaquensis
Espèce
Classification APG III (2009)
Croton payaquensis est une espèce de plantes à fleurs du genre Croton et de la famille des Euphorbiaceae, présente du Mexique (Chiapas) jusqu'au Nicaragua.